# Mentha cervina

A hortelã da espécie Mentha cervina (conhecida por alecrim-do-rio, erva-peixeira, hortelã-dos-campos, hortelã-dos-pântanos, menta-peixeira, e uma de duas plantas chamada hortelã-da-ribeira) é uma planta da família Lamiaceae utilizada no Algarve como erva aromática para temperar as caldeiradas. Distribui-se pela Península Ibérica, Norte de África e Sul da França.